# 히키쇼정
히키쇼정(일본어: 日置荘町)은 일본 오사카부 미나미카와치군에 설치되었던 정이다. 현재의 사카이시 히가시구에 해당한다.

## 역사
- 1889년 4월 1일 - 정촌제 시행으로 단난군 히키쇼촌(日置荘村)이 발족.
- 1896년 4월 1일 - 군 통폐합으로 미나미카와치군 소속이 됨.
- 1951년 9월 1일 - 정제 시행으로 히키쇼정이 됨.
- 1958년 10월 20일 - 사카이시에 편입됨.